# Avicii: True Stories
Avicii: True Stories è un documentario del 2017 diretto da Levan Tsikurishvili, in collaborazione con David Guetta, Wyclef Jean, Nile Rodgers e Chris Martin. Il film è stato distribuito in tutto il mondo il 26 ottobre 2017.

## Trama
Il documentario segue la carriera e la vita personale di Avicii. Il film presenta anche uno spettacolo di 30 minuti del suo ultimo set a Ibiza, che si è tenuto nell'agosto del 2016.

## Distribuzione
Avicii: True Stories è stato distribuito il 26 ottobre 2017 in Lituania, Paesi Bassi e Svezia, il 9 novembre 2017 in Finlandia e il 20 novembre 2017 in Francia. Il documentario è uscito su Netflix il 31 marzo 2018. Dopo la sua morte, avvenuta il 20 aprile 2018, Netflix ha rimosso il documentario nel Regno Unito e in Italia.